# Estadio Sevilla FC
El Estadio Sevilla FC Puerto Rico fue una propuesta de un estadio para fútbol con una capacidad de aproximada de 13,500 sillas, en Juncos, Puerto Rico como parte del advenimiento de convertir al Municipio de Juncos en la casa o sede del equipo de fútbol del Sevilla FC Puerto Rico, y con el propósito de brindar espacios adecuados para la práctica y el disfrute de dicho deporte, el Alcalde de dicho municipio, dispuso de una finca para ubicar un estadio de fútbol con una cabida inicial de 3.000 personas en su primera fase. El proyecto considera en sus fases futuras un total de 13.500 espacios en total para espectadores.

## Diseño
El proceso de diseño incluyó una fase investigativa realizada para tener a primera mano la información de los requisitos establecidos por la FIFA y cualquiera otra organización que amerite ser considerada en el proceso de diseño. La razón principal de este proceso fue para establecer todos estos estándares y requisitos que garanticen al Municipio de Juncos y su Alcalde, el Hon. Alfredo "Papo" Alejandro, proveer la mejor sede para un equipo de la altura del Sevilla-FC Juncos PR, y así garantizar que dicho estadio sea el más moderno, sofisticado y completo, convirtiéndose así en la memoria colectiva de los puertorriqueños en el primer estadio nacional de fútbol, avalado por la FIFA. El diseño del mismo está a cargo del Arquitecto Juan Barragan de la firma ACP & Associates, PSC] (enlace roto disponible en Internet Archive; véase el historial, la primera versión y la última)..

## Enfoque
El diseño arquitectónico comprende la observación de los 4 aspectos más determinantes, característicos y únicos a este tipo de proyecto, a saber; Campo de Juego, Gradas para el Público, Carácter Arquitectónico y Programación de Apoyo.
Campo de Juego - La cancha o campo de juego tiene unas medidas ya estandarizadas por la FIFA, al igual que las demarcaciones, banderines, mallas deportivas y cuadros de anotaciones hechas en tubulares de acero con unas medidas preestablecidas. Sin embargo un factor importante a considerar es que la cancha de fútbol es un terreno de gran dimensión que se convierte en una zona de captación en caso de lluvia. Por tal razón es imperante diseñar un sistema subterráneo de tuberías y drenajes para el desahogo del agua que permita que un juego de fútbol continué en caso de lluvia.
Gradas para el Público - En la primera fase se han considerado 3,000 butacas, las cuales incluyen 60 espacios, aproximadamente para personas con algún tipo de necesidad especial. El elevador del estadio dará acceso en la parte central y en la mitad de las plataformas de sillas a la ubicación de los 60 espacios. Una consideración innovadora es que los espacios para las personas con algún tipo de necesidad especial, están contiguos a filas con sillas para población regular, permitiendo así la integración e interacción de toda y cualquiera población que visite este importante proyecto. En adición se considera los balcones VIP y los balcones para anfitriones y auspiciadores. Las sillas serán empotradas al peldaño de cemento en la parte posterior de las filas de sillas, para permitir la limpieza y recogido de basura sin tener interrupciones. Las taquillas se podrán vender numeradas ya que las sillas tienen una identificación de hasta 5 dígitos.
Carácter Arquitectónico - El aspecto, apariencia y carácter del diseño arquitectónico y en específico la expresión plástica de las fachadas y la techumbre es importante para transmitir una imagen de avanzada del estadio que no es otra cosa que los anhelos y proyecciones de servicio, actualidad, sofisticación, modernidad y compromiso público y con el deporte del Municipio de Juncos. La tectónica de las fachadas está indicada en la perspectivas de recreación artísticas llevando una imagen de modernidad, buen diseño, sofisticación y liviandad en cuanto a la techumbre se refiere. EL techo (techumbre) es un sistema estructural de forma seccional ovalada que implica cobertizo, protección y sombra pero de una manera diáfana, relajada, moderna y liviana. Es un acto gracioso de diseño. Quiere implicar la idea de agilidad, rapidez, y vuelo. Asociándose a imágenes del deporte y los beneficios de la actividad física. Además las escaleras y elevadores son utilizados en la expresión de la fachada como columnas monumentales para implicar que el fuste de dichas columnas evocan solides, permanencia, robustez y potencia como soportes este impresionante proyecto.
Programación de Apoyo - Se han considerado todos los aspectos de programación para asegurarnos de que este importante proyecto cumpla con las necesidades y expectativas no solo de la FIFA y el equipo Sevilla-PR, sino también, con los posibles usos, servicios y actividades que el Municipio de Juncos pueda ofrecerle a la comunidad.

## Programa preliminar contemplado para el estadio de Fútbol en su fase final
Terreno de Juego reglamentario de acuerdo a FIFA: 
105 metros x 68 metros.
Estacionamientos:
Se diseñara el estacionamiento siguiendo los requerimientos de código.
Espacio para espectadores:
12,500 espacio regulares (2500 Primera Fase), 100 espacios para espectadores con necesidades especiales (35 Primera Fase) – ADA 221.2.1.
Baños Públicos:
8 baños para hombres - ( 2 Primera Fase) y 8 baños para mujeres - (2 Primera Fase). 
Mantenimiento:
4 cuartos de Conserje (2 Primera Fase) y 4 Almacenes - (2 Primera Fase).
Concesiones Comerciales: 
10 Cantinas (3 Primera Fase), 2 Restaurantes (0 Primera Fase), 8 Tiendas (1 Primera Fase) y 2 Tienda para la franquicia del equipo (1 Primera Fase).
Elevadores:
4 elevadores de 3,500 Lbs(1 Primera Fase).
Palcos:
1 Palco Presidencial, 6 Palcos VIP(2 Primera Fase) y 1 Palco para Prensa.
Servicios de apoyo para jugadores:
Oficina médica: Oficina de enlace y coordinación, y Oficina de servicio a equipos de ligas menores.
Camerinos para Jugadores: Camerino para jugadores (locales y visitantes), Baños para jugadores 8 aparatos, Baños con 18 duchas, Áreas de vestidores, Espacio de masajes y terapia, Oficina administrativa, Oficina de Dirigente, Oficina de Apoderado, Cuarto de Sauna y Área de descanso. 
Camerinos para Árbitros: Camerino para árbitros (2), Baños para árbitros hombres (2), Baños para árbitros féminas (2) y Áreas de vestidores (4).
Oficina administrativa:
Oficina de director, Área de oficinas administrativas, Baños para administración, Oficina de enlace con la comunidad, Taquilla, Oficina de sonido, Oficina de iluminación, Oficia de promociones, Centro de comunicación cibernética, Gimnasio, Oficina de administración y Oficina de evaluación. 
Alimentos y bebidas:
Almacén de alimentos secos, Congelador industrial (Fase Final), Nevera Industrial (Fase Final), Cocina preparación de alimentos y Steward  / limpieza.
Almacén:
Equipo de mantenimiento y Oficina del supervisor de mantenimiento.
Seguridad pública: 
Área de Reten, Cuarto de Cámaras y Sistema de Seguridad (Fase Final), Emergencias médicas y Salón de Coordinación de Seguridad – “Homeland Security Room” (Fase Final).